# Danish Open (теніс)
Danish Open (відомий також як e-Boks Open за назвою спонсора) - міжнародний професійний жіночий тенісний турнір, який проводився 2010–12 на закритих хардових кортах у місті Фарум (Данія), на північ від Копенгагена. Турнір проходив під егідою Жіночої тенісної асоціації (WTA) й був частиною серії WTA International в рамках Туру WTA. Його можна розглядати як продовження турніру ITF Nordea Danish Open 2008, який відбувся в Оденсе. Від планів змінити покриття на червоний ґрунт в рамках Туру WTA 2012, все ще залишаючись закритим, довелося відмовитись через нестачу коштів.
Турнір потрапив до квітневого розкладу WTA принаймні до 2015 року, проте 9 листопада 2012 року його викреслили з Туру WTA 2013 і замінили новим турніром Katowice Open, який проходить у Катовиці (Польща).

## Фінали

### Одиночний розряд
| Рік                         | Чемпіонка            | Фіналістка       | Рахунок       |
| --------------------------- | -------------------- | ---------------- | ------------- |
| 2012                        | Анджелік Кербер      | Каролін Возняцкі | 6–4, 6–4      |
| 2011                        | Каролін Возняцкі (3) | Луціє Шафарова   | 6–1, 6–4      |
| 2010                        | Каролін Возняцкі (2) | Клара Закопалова | 6–2, 7–6(7–5) |
| ↑ WTA International event ↑ |                      |                  |               |
| 2009                        | не проводився        | не проводився    | не проводився |
| 2008                        | Каролін Возняцкі     | Софія Арвідссон  | 6–2, 6–1      |
| ↑ ITF 100K event ↑          |                      |                  |               |

### Парний розряд
| Рік                         | Чемпіонки                        | Фіналістки                              | Рахунок          |
| --------------------------- | -------------------------------- | --------------------------------------- | ---------------- |
| 2012                        | Кіміко Дате Фудзівара Ріка       | Софія Арвідссон Кая Канепі              | 6–2, 4–6, [10–5] |
| 2011                        | Юганна Ларссон Ясмін Вер         | Крістіна Младенович Катажина Пітер      | 6–3, 6–3         |
| 2010                        | Юлія Гергес Анна-Лена Гренефельд | Віталія Дяченко Тетяна Пучек            | 6–4, 6–4         |
| ↑ WTA International event ↑ |                                  |                                         |                  |
| 2009                        | не проводився                    | не проводився                           | не проводився    |
| 2008                        | Сара Борвелл Кортні Негл         | Gabriela Chmelinová Мервана Югич-Салкич | 6–4, 6–4         |
| ↑ ITF 100K event ↑          |                                  |                                         |                  |